# Maria Sofia De la Gardie
Maria Sofia De la Gardie (Tallinn, 1627 – Stoccolma, 22 agosto 1694) è stata una nobile, banchiere e imprenditrice svedese.
Definita la prima grande imprenditrice del suo paese, ricoprì il ruolo di överhovmästarinna della regina Cristina di Svezia.

## Biografia
Maria Sofia De la Gardie nacque da Jacob De la Gardie ed Ebba Brahe. Era sorella di Magnus Gabriel De la Gardie e cognata della principessa Maria Eufrosina del Palatinato-Zweibrücken-Kleeburg, cugina della regina Cristina. Nacque e crebbe nell'Estonia svedese, giacché suo padre era governatore di Reval. Nel 1643 sposò il barone Gustaf Gabrielsson Oxenstierna (1613–1648), nipote del reggente Axel Oxenstierna (1583–1654) che succedette a suo padre come governatore dell'Estonia svedese. Come era usanza della nobiltà svedese del XVII secolo, mantenne il suo cognome anche dopo il matrimonio. Sia la sua stessa famiglia che quella del coniuge erano estremamente facoltose. Durante l'assenza di suo marito, Maria Sofia gestì le sue proprietà.

### La vita a corte

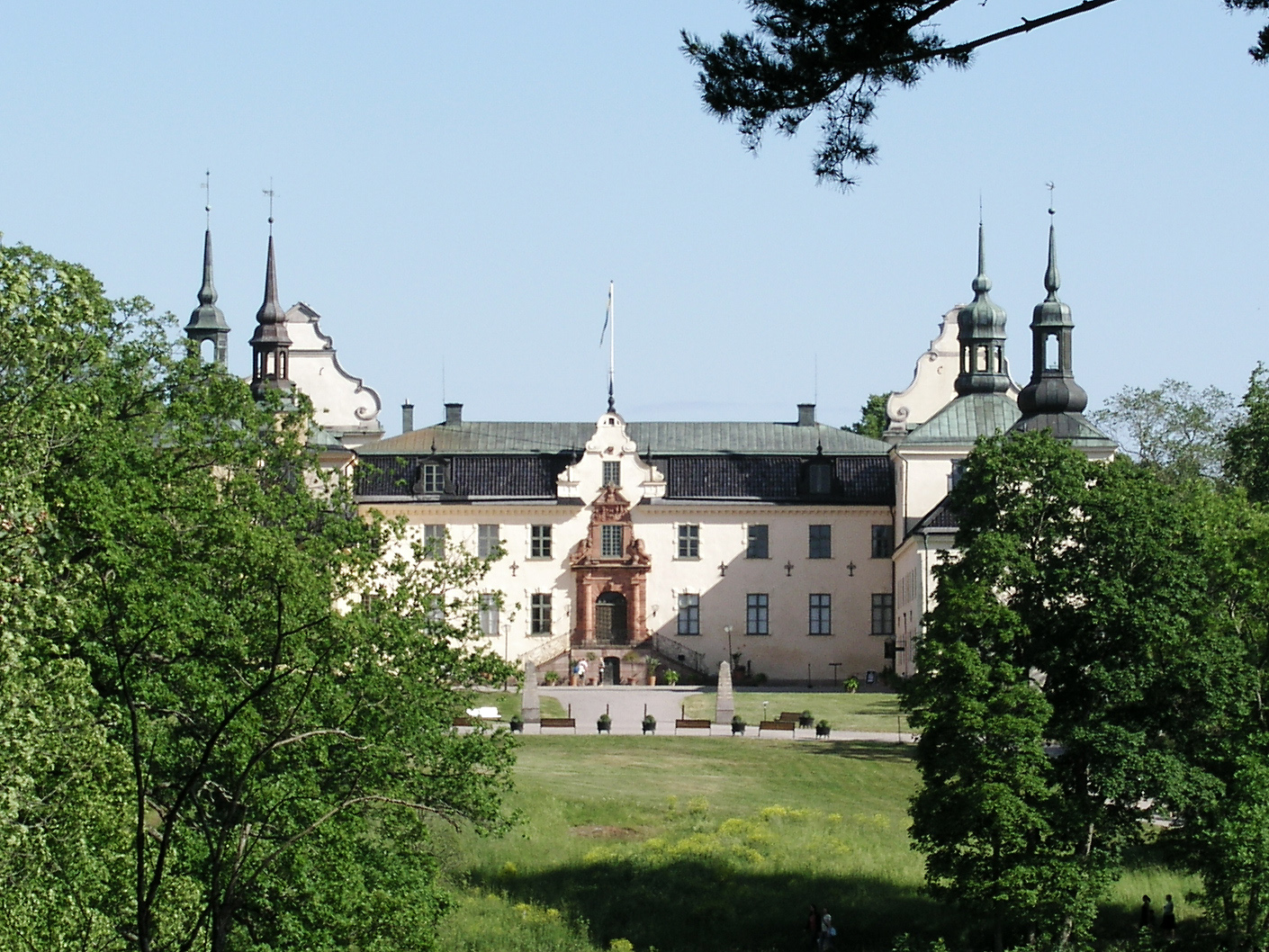
Il Castello di Tyresö, residenza di De la Gardie

Dopo la morte del marito nel 1648, Maria Sofia divenne la custode delle sue due figlie minorenni e responsabile delle vaste proprietà della famiglia. In seguito alla morte di suo padre nel 1652, le fu affidata la responsabilità di diverse proprietà, rendendola una dei maggiori proprietari terrieri della Svezia. 
Maria Sofia venne descritta come una donna dalla grande bellezza, di carattere, energica e di talento, che parlava fluentemente il francese e il tedesco. Era vicina a suo fratello Magnus Gabriel, il favorito della regina, ed forse grazie a lui che fu inondata di doni da parte della sovrana. Le fu data un'indennità che la aiutò a risolvere i suoi affari, e al suo defunto coniuge fu concesso postumo il titolo di conte, da lei ereditato acquisendo quindi prestigio a corte. Nel 1651 le fu concesso il titolo di hovmastarinna, poi quello di overhovmastarinna, il grado più elevato per una donna alla corte reale, La contessa ospitava spesso la regina nella sua residenza a Palazzo Tyresö, dove alla sovrana piaceva cacciare. 
Nel 1649 vi furono notizie di un possibile matrimonio con l'erede al trono, il futuro re Carlo X Gustavo di Svezia. L'ambasciatore danese ne parlò a novembre di quell'anno, e le voci si fecero insistenti fino al 1652, per quanto il matrimonio non si fosse mai compiuto. È possibile che le nozze fossero state inscenate dalla regina per evitare eventuali pressioni su Carlo. 
Dopo l'abdicazione di Cristina nel 1654, Maria Sofia lasciò la corte per dedicare la sua vita ai suoi interessi industriali, per i quali divenne nota nella storia. 

### Attività industriale
Maria Sofia De la Gardie risiedeva nel Palazzo Tyresö, da dove gestiva le sue tenute attorno al Mar Baltico. Su suggerimento dei fratelli, si recò nei Paesi Bassi per studiare la vita industriale. Si interessò all'allevamento di bestiame, al giardinaggio, alla produzione di guanti e di ottone. Si distinse particolarmente nell'industria tessile: grazie all'energia prodotta dalle cascate della sua tenuta, la sua fabbrica fornì l'esercito dei suoi tessuti. 
Durante gli anni 1650 De la Gardie si dedicò all'attività bancaria e fece concorrenza al Stockholm Banco. Prese parte alla pacificazione della Scania acquisendovi diverse tenute dopo la sua annessione alla Svezia avvenuta nel 1658. Nel 1667 acquistò il castello di Krapperup e gestì una miniera carbonifera per l'esportazione. Fece costruire navi, esportò legname e grano, fondò fabbriche di carta e produsse olio di lino. 
Durante il noto processo alle streghe di Stoccolma del 1676, la testimone principale Lisbeth Carlsdotter accusò De la Gardie e sua cognata di stregoneria. Questa accusa non venne presa sul serio e non fu mai sottoposta a processo, ma danneggiò la credibilità della testimone tanto da porre fine all'intera caccia alle streghe. 
Alla Grande Riduzione del re Carlo XI di Svezia nel 1680, la maggior parte delle proprietà di De la Gardie e dei suoi fratelli fu confiscata dalla corona, cosa che la colpì profondamente. Morì nel 1694.